# Meurtre de la Gare centrale de Bruxelles du 12 avril 2006
Le meurtre de Joe Van Holsbeeck, qui s'est déroulé dans le hall de la Gare centrale de Bruxelles (Belgique) le 12 avril 2006, est un événement qui a provoqué une importante émotion dans la société belge et a suscité des débats sur des sujets de société tels que la sécurité, la délinquance juvénile et les politiques de prévention et de répression.

## Les faits
Le 12 avril 2006 vers 16 h 30, dans le hall de la Gare centrale de Bruxelles, deux jeunes hommes abordent Joe Van Holsbeeck, un jeune homme de dix-sept ans, et tentent de s'emparer de son baladeur numérique. Le jeune homme reçoit sept coups de couteau, dont un dans le cœur. Van Holsbeeck meurt à 21 h à l'hôpital où il avait été transporté.

## Les aspects judiciaires
Des caméras de surveillance situées dans la gare avaient filmé la scène, tandis que les agresseurs en fuite avaient été filmés non loin de là, et des photos extraites de ces bandes commencèrent à circuler le 19 avril.
Diverses pistes furent suivies, notamment le fait qu'un des agresseurs avait reçu ou émis un appel grâce à son téléphone portable dans la gare ainsi qu'un couteau retrouvé par un homme SDF dans une poubelle située à deux pas de la gare.
Enfin, les enquêteurs réussirent à identifier les auteurs sur des images de surveillance prises dans le pré-métro à environ un kilomètre de la gare. Les images, de bonne qualité, permettent d'identifier et d'arrêter Mariusz O., un ressortissant polonais de 16 ans en situation irrégulière en Belgique. Celui-ci dénonce son complice, Adam Giza, un jeune Polonais de 19 ans qui s'est enfui en Pologne. Celui-ci est interpellé par la police polonaise le 26 avril 2006 et extradé vers la Belgique sous certaines conditions.
Les deux jeunes gens sont placés en institution de protection de la jeunesse, et au terme des premiers actes de procédures, le juge de la jeunesse décide de se décharger du dossier d'Adam Giza, majeur, qui passera donc en cour d'assises, mais pas de celui de Mariusz O., qui restera donc soumis au juge de la jeunesse.

### Verdicts
Le 6 décembre 2007, Mariusz O. a été reconnu coupable par le tribunal de la jeunesse, comme auteur ou coauteur, d’un meurtre pour faciliter le vol. Le jeudi 19 mars 2009, il rentre chez lui, libre, en Pologne.
Le 23 septembre 2008, Adam Giza est acquitté du chef d’inculpation de meurtre par la cour d'assises de Bruxelles-Capitale. Le jury le reconnaît seulement coupable d’un vol avec violences, ayant entraîné la mort, sans intention de la donner, et la cour le condamne à 20 ans de réclusion, une peine qu'il doit normalement purger en Pologne en vertu d'une condition mise à son extradition par son pays natal.
Adam Giza conteste son extradition auprès du tribunal des référés de Bruxelles, en invoquant la discrimination que subissent les Tsiganes dans les prisons polonaises. Le juge des référés lui donne raison mais la cour d'appel de Bruxelles rejette cette décision. Adam Giza n'a pas introduit de pourvoi en cassation, et est extradé vers la Pologne le 21 avril 2010, selon le ministre Stefaan De Clerck.

## Les conséquences de l'affaire

### Premières réactions
Le meurtre du jeune homme a rapidement provoqué une importante émotion dans la société belge. Outre l'horreur et le chagrin ressentis, son caractère quasi gratuit et les circonstances (gare centrale de la capitale en pleine heure de pointe) ont provoqué une cristallisation des craintes sécuritaires de la population.
Ainsi, une pétition réclamant plus de sécurité a recueilli plus de 255 000 signatures et une marche silencieuse a rassemblé 80 000 marcheurs le dimanche 23 avril à Bruxelles.

### Analyses de l'événement
Au-delà des analyses de type sécuritaire ou de la mise en cause de la responsabilité des parents, s'est posée la question de savoir comment un jeune homme en vient à en tuer un autre, apparemment de sang-froid pour un motif futile.
Claude Javeau, sociologue et professeur émérite à l'université libre de Bruxelles (ULB), situe l'origine du drame dans l'exclusion des immigrés, et le vol emblématique d'un objet de la culture moderne, dont une partie des jeunes, notamment immigrés, sont exclus.
Cette analyse est partiellement partagée par Jean-Jacques Jespers, professeur au département information et communication de l'ULB, qui estime que malgré un fort quota d'élus issus de l'immigration, la discrimination et le repli identitaire persistent.
Ces considérations ne résolvent cependant pas la question première pour Guy Haarscher, philosophe et professeur à l'ULB, qui estime que si la frustration s'exprime directement par un meurtre, c'est le contrôle des pulsions par la civilisation qui est en question.

### Rapport entre communautés et approchecommunautairede la délinquance
Les photos publiées pour permettre l'identification des suspects montraient des hommes jeunes au teint mat ou basané, et les premiers témoignages recueillis avaient mentionnés des hommes jeunes de type méditerranéen. Ces éléments d'identification relayés par le procureur du Roi au tout début de l'enquête furent interprétés, malgré une certaine prudence de la police et des médias, comme désignant la communauté maghrébine. Un autre aspect des réactions fut donc lié à cette identification et à la question générale sur la délinquance spécifique, réelle ou imaginaire, des immigrés.
Ainsi, dans les jours qui suivirent, les parents de la victime demandaient à la population de ne pas faire d'amalgame entre les voyous et les personnes d'origines nord-africaines ou musulmanes et aux politiques de ne pas récupérer politiquement la mort de leur fils. Allant dans le même sens, le président de l'Union des mosquées de Bruxelles avait demandé aux agresseurs de Joe Van Holsbeeck de se rendre à la justice. Sollicité, l'Exécutif des musulmans de Belgique (EMB) avait estimé ne pas devoir soutenir cet appel estimant qu'il cautionnerait par là des amalgames dangereux. Dans le même temps, cependant, un élu SP.A-Spirit, Fouad Ahidar, admettait l'existence d'agressions visant les non-musulmans. L'extrême-droite belge dénonça le racisme antiblanc à son origine.
Il est en définitive apparu que les deux suspects étaient des adolescents venus de Pologne, faisant partie d'une communauté tzigane. Il est donc difficile de déterminer l'influence que ce fait divers aura sur la question de la délinquance des allochtones ou sur sa perception dans la société belge. On peut cependant relever deux réflexions dans la presse belge : tout d'abord que la société belge a effectivement un problème de perception et de stigmatisation d'une partie de la population, ensuite que la résolution de cette question passe en tout cas par une gestion sans tabou de la question de la criminalité.
Dans cet ordre d'idées, Guy Haarscher relève que ce type d'agression est souvent le produit d'un discours de haine et affirme que derrière un meurtre, il y a aussi souvent des « préjugés meurtriers » qui ont déshumanisé la victime avant de lui coûter la vie. Dès lors, au sujet de la prudence des médias et du difficile équilibre entre relations des faits et amalgame, il estime qu'il faut à la fois éviter de stigmatiser une communauté et traquer les attitudes de haine, d'où qu'elles proviennent.

### Réaction du gouvernement
Afin de répondre à l'appel de la population, le gouvernement belge a annoncé vouloir lancer un vaste plan de sécurisation en plusieurs points:
- une nouvelle loi sur la protection de la jeunesse ;
- la répression plus forte des incivilités ;
- le renforcement des pouvoirs des bourgmestres, les communes pourront infliger des amendes sans passer par la Justice ;
- la prise en compte des victimes et le renforcement de la lutte contre le racket et le « steaming » ;
- il y aura également plus de policiers visibles dans les centres urbains et les transports en commun.

Des commentateurs, tels Jean-Jacques Jespers ou le sociologue Mark Elchardus, sociologue à la Vrije Universiteit Brussel (VUB), craignent pourtant que la rapide résolution de l'affaire favorise un épilogue rapide à la crise et que les déclarations d'intention du gouvernement ne débouchent sur aucune mesure concrète, ni aucune remise en cause. Selon eux, si l'émotion de la rue s'éteindra alors effectivement rapidement, les frustrations profondes mise en évidence par cette affaire resteront présentes, et la situation continuerait à se dégrader parce que seule l'extrême droite récupérerait les bénéfices de ce vide sécuritaire aux élections communales d'octobre 2006.